# 弦エニシ
弦エニシ（げんえにし、1948年7月18日‐2011年）は日本のタロットカード占い師。

## 人物
13歳の時に異星人と遭遇して不思議な力を得る。原宿に占いスペースをオープンしている。占いや占い記事の執筆以外に、テレビやラジオにも露出。占い方の特徴としては、相談者から知り合いの人物の名前を教えてもらい、その人物の性格を描写する姓名透視を行って相談者と信頼関係を養う。使うタロットカードは正方形の珍しい形、これで四方からの占断を行う。つまり本来なら上下でしか観れないタロットを上下左右から観れることになる。2003年2月頃、ネットの占いサービスを始め、24星座占いやタロット占いの変化形の「スターロット」といった独特な占いを監修している。

## 著書
- 弦エニシのタロット占い（ナツメ社）[4]
- 弦エニシタロットスター（ポプラ社）